# پائولینیو (بازیکن فوتبال، زاده آوریل ۱۹۸۶)
پائولو خوزه دی اولیویرا (به پرتغالی: Paulo José de Oliveira) مهاجم اهل برزیل است که در شهر برزیل و در تاریخ ۹ آوریل ۱۹۸۶ به دنیا آمده‌است.
پائولو خوزه دی اولیویرا در تیم‌های فوتبال Democrata سابقهٔ حضور دارد.